# Ле Феријере (Латина)
Ле Феријере је насеље у Италији у округу Латина, региону Лацио.
Према процени из 2011. у насељу је живело 249 становника. Насеље се налази на надморској висини од 23 м.